# Redmond, Oregon
Redmond là một thành phố của Quận Deschutes, tiểu bang Oregon,  Hoa Kỳ. Nó được đặt tên theo Frank T. Redmond là người định cư gần nơi bây giờ là thành phố năm 1905. Nó là một phần của Vùng thống kê đô thị Bend, Oregon. Dân số năm 2006 của Redmond là 23.500.

## Lịch sử
Một bưu điện được thành lập cho Redmond 29 tháng 8 năm 1915; thành phố được thành lập ngày 13 tháng 12 năm 1916.

## Địa lý
Redmond nằm ở vị trí 44°16′8″B 121°11′1″T / 44,26889°B 121,18361°TĐã đưa tham số không hợp lệ vào hàm {{#coordinates:}} (44.268978, -121.183487)1. Nó cách Bend 16 dặm Anh về phía bắc trên Quốc lộ Hoa Kỳ 97.
Theo Cục Điều tra Dân số Hoa Kỳ, thành phố có tổng diện tích là 26,5 km² (10,2 mi²), tất cả là đất.
Vì nằm trên độ cao, khí hậu của Redmond giống như khí hậu hoang mạc trên cao.